# Aesica
Aesica (Engels: Great Chesters) was een Romeins fort aan de Muur van Hadrianus. Het lag tussen de forten van Magnis (Carvoran) in het westen en Housesteads in het oosten, dicht bij het hedendaagse Haltwhistle in het Verenigd Koninkrijk.
Het fort had een rechthoekig grondplan met afgerond hoeken en aan elke zijde een poort. In de tweede eeuw was hier de Cohors VI Nerviorum gelegerd en mogelijk ook een Cohors Raetorum. In de derde eeuw huisvestte het fort de Cohors II Asturum en Raetische speerdragers (Raeti Gaesati). Rond 400, kort voor de ontruiming van de muur, was de Cohors I Asturum er gelegerd.

## Galerij

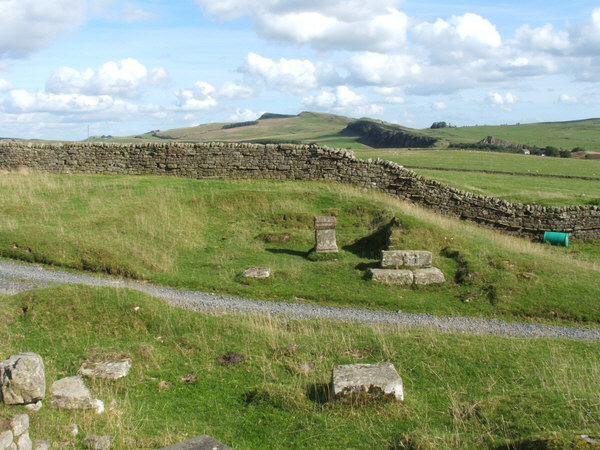
Zicht op het fort en op de Muur van Hadrianus
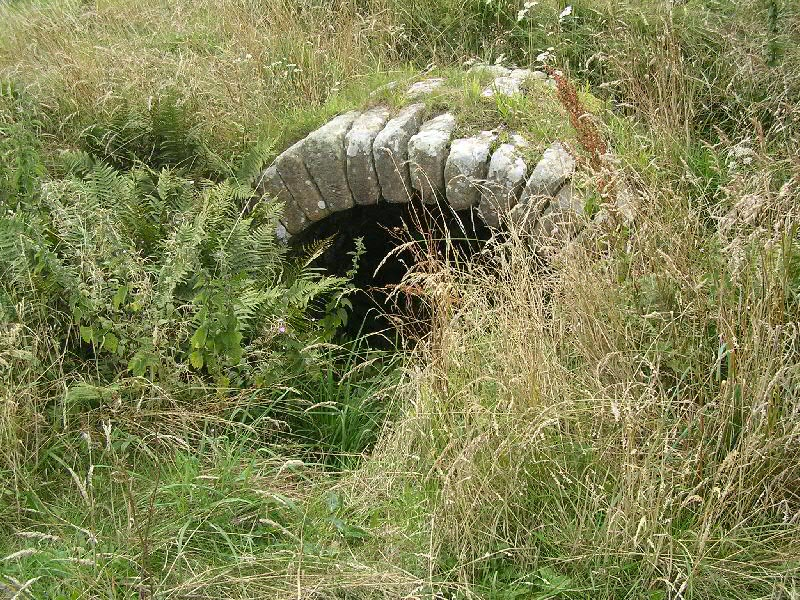
Keldergewelf van het principia, het hoofdkwartier van het fort
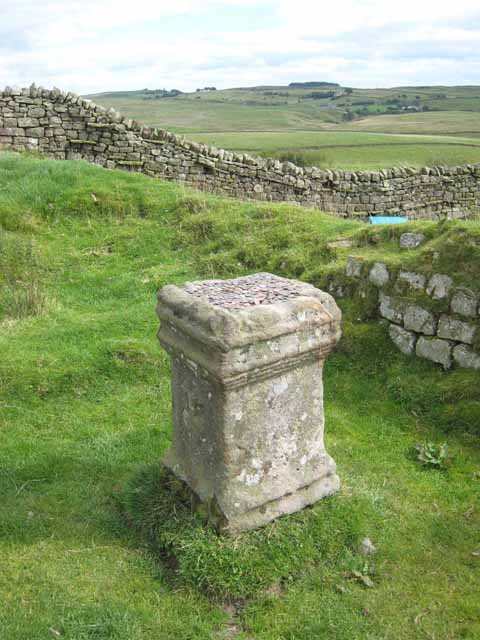
Altaarsteen
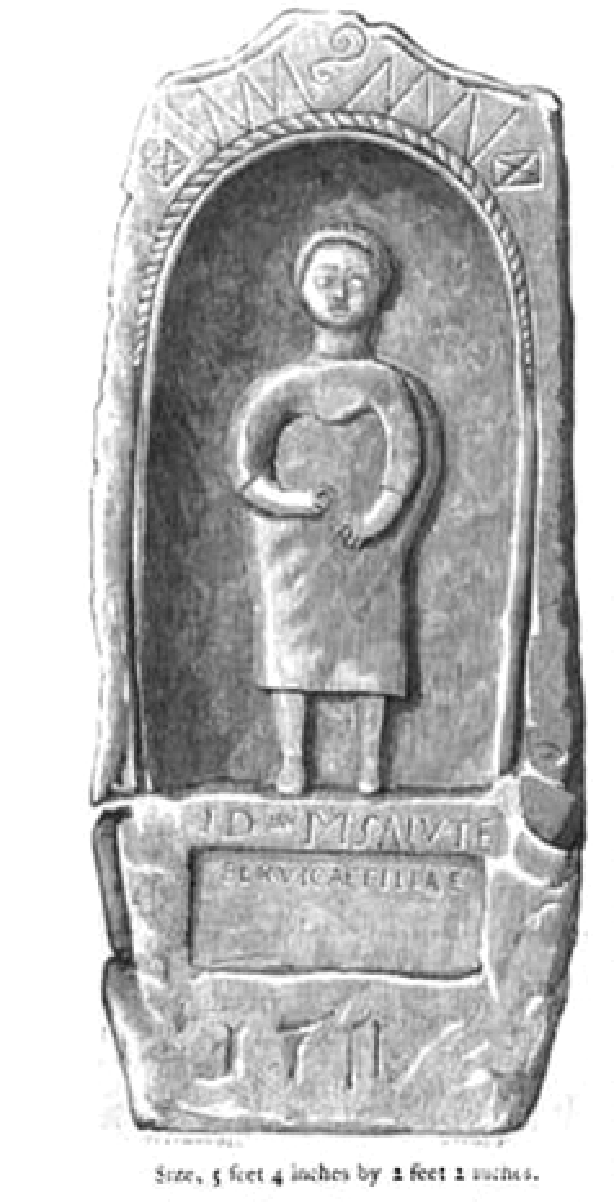
Afbeelding van een grafsteen gevonden in Great Chesters